# Országos tisztifőorvos
Az országos tisztifőorvos egy magyar állami vezető, a Nemzeti Népegészségügyi és Gyógyszerészeti Központ irányítója. A tisztséget 2018 decemberétől Müller Cecília tölti be. Tevékenységét a Belügyminisztérium irányítja, az egészségügyért felelős államtitkárság útján.

## Feladata és hatásköre
Rendkívül komplex feladat- és hatásköre van. Feladatait a Nemzeti Népegészségügyi Központ Szervezeti és Működési Szabályzatáról szóló 18/2019. (VI. 6.) EMMI utasítás 5.1. pontja határozza meg.
Ezek:
- szervezetirányítási feladatok[3]
- felügyeleti, ellenőrzési és kontrolling feladatok[4]
- szakmai és funkcionális feladatok irányítása, felügyelete[5]

## Helyettesítése
- Az országos tisztifőorvos feladatait, hatáskörét távollétében vagy akadályoztatása esetén teljes jogkörrel a helyettes országos tisztifőorvos I. látja el, az ő távolléte esetén a helyettes országos tisztifőorvos II.
- A tisztség betöltetlensége esetén az országos tisztifőorvos feladatait, hatáskörét a helyettes országos tisztifőorvos I. látja el.[6]

## Története
A Magyar Királyság jogrendjében az első szervezett közegészségügyi tevékenység megszervezése Mária Terézia nevéhez fűződik. Az első átfogó egészségügyi rendelet 1752-ben kelt és 1770-ben kihirdetett Generale normativum in re sanitatis volt. A Generale normativum fektette le a physicusi (tisztiorvosi) rendszer alapjait. 1787-ben jelent meg a magyar nyelven a Tiszti oktatás a vármegyék orvosdoktorainak számára című szabályzat.
Az országos tisztifőorvos hagyományos elnevezésű tisztség. Az általa irányított szervezet neve azonban a 2010-es években többször változott.
Az emberi erőforrások minisztere kiadta a 18/2019. (VI. 6.) EMMI utasítást a Nemzeti Népegészségügyi Központ Szervezeti és Működési Szabályzatáról. Ezzel hatályon kívül helyezte az Országos Közegészségügyi Intézet szervezeti és működési szabályzatáról szóló 51/2017. (X. 15.) EMMI utasítást. Még korábban az Országos Tisztifőorvosi Hivatal az Állami Népegészségügyi és Tisztiorvosi Szolgálat (ÁNTSZ) részeként működött.